# René Princeteau

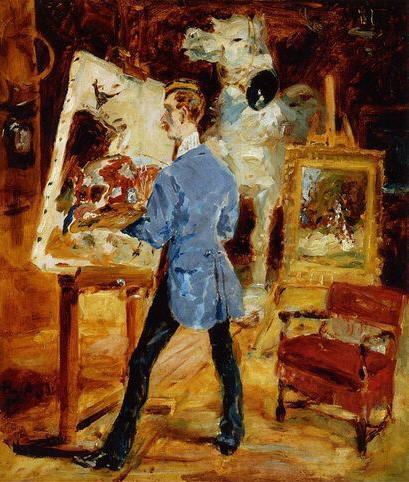
Der Maler René Princeteau in seinem Atelier, Gemälde von Toulouse-Lautrec

René Pierre Charles Marie Princeteau (* 18. Juli 1843 in Libourne; † 31. Januar 1914 in Fronsac) war ein französischer Tiermaler und Bildhauer und einer der ersten Lehrer Toulouse-Lautrecs.
Princeteau stammte aus einer angesehenen bürgerlichen Familie. Wie seine Schwester Thérèse war er gehörlos. Er begann seine Ausbildung zum Maler und Bildhauer unter Dominique Maggesi in Bordeaux und wechselte 1865 nach Paris an die École impériale des Beaux-Arts. Sein Lehrer war nun Augustin Dumont. In der Rue du Faubourg Saint-Honoré 233 richtete er sich sein eigenes Atelier ein. Ab 1868 stellte er regelmäßig und sehr erfolgreich im Salon aus. Befreundet war er etwa mit den Berufskollegen John Lewis Brown und Jean Louis Fourain.
Zu seinem bisherigen Repertoire, das zunächst von seiner klassischen Ausbildung geprägt war und sich dann auf Tierdarstellungen konzentrierte, kamen nach seiner Teilnahme am 1870er Krieg militärische Motive, so z. B. das Gemälde Patrouille de Uhlans surprise dans une embuscade de francs-tireurs, das er 1872 im Salon präsentierte.
Ab 1880 zog sich Princeteau immer mehr auf seinen Landsitz in Fronsac zurück. Er stellte noch bis 1904 seine Werke weiterhin im Salon aus und malte bis an sein Lebensende.
Mehrere Werke Princeteaus sind im Besitz des Boston Harbor Museums.

## Princeteau und Toulouse-Lautrec

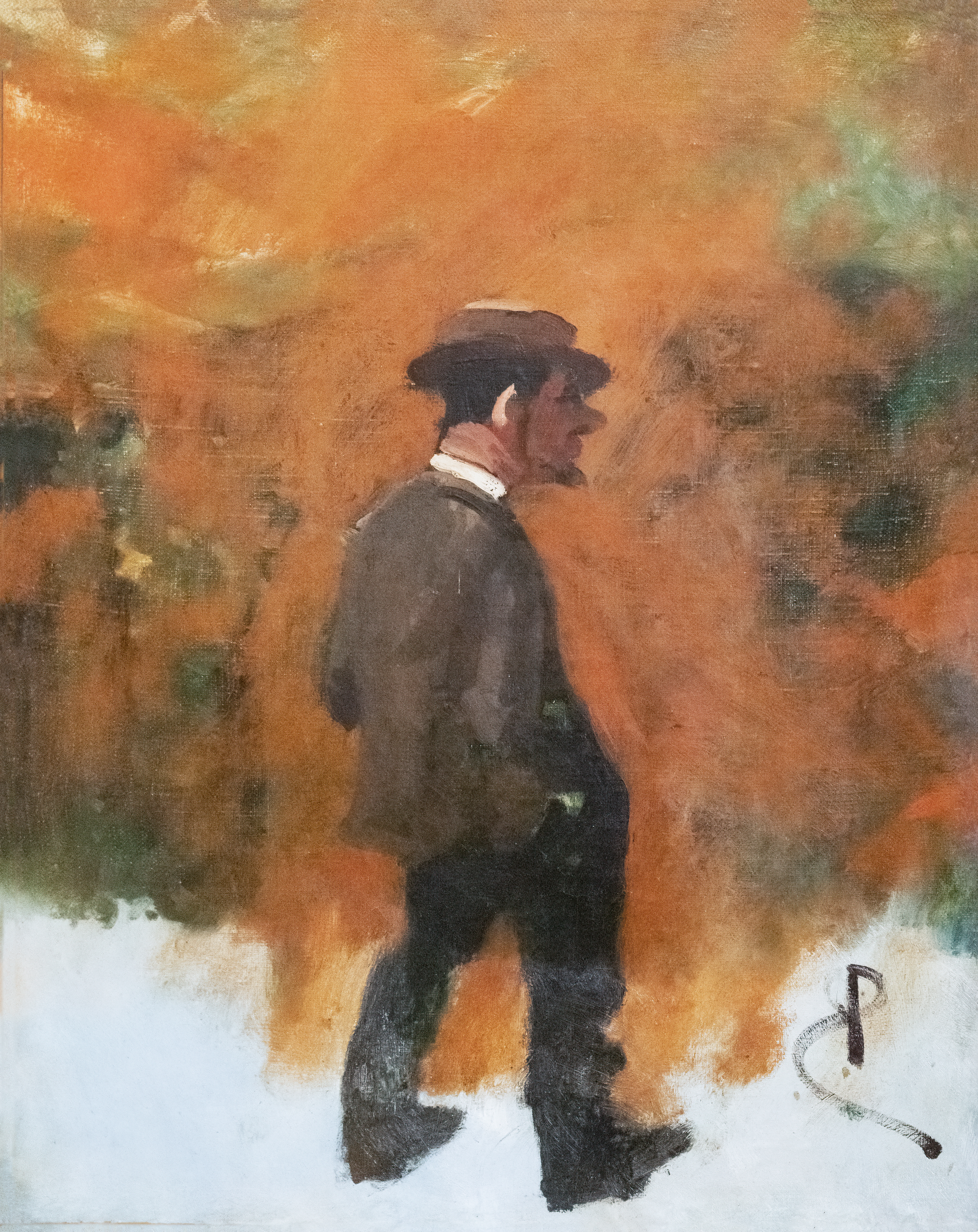
Princeteaus Bildnis des 19-jährigen Toulouse-Lautrec

Princeteau war auch mit Alphonse de Toulouse-Lautrec, Henris Vater, befreundet. So kam es zum ersten Kunstunterricht für Henri de Toulouse-Lautrec.
Zu den Hauptmotiven des passionierten Reiters gehörten Pferde. Unter anderem ist ein Bild Princeteaus überliefert, das Henri de Toulouse-Lautrec zu Pferd zwischen seinem Vater und dem Künstler selbst zeigt. Ein weiteres Werk Princeteaus stellt Toulouse-Lautrec im Alter von 19 Jahren zu Fuß dar.
1881 malte Toulouse-Lautrec seinerseits seinen Lehrer. Das Ölbild zeigt Princeteau in seinem Atelier vor der Staffelei.

## Ausstellungen
Im Jahr 2001 waren Werke Princeteaus in der Berliner Hermès-Boutique zu sehen.
Vom 15. Juni 2007 bis zum 31. Januar 2010 stellt das Musée des Beaux-Arts et d' Archéologie in Libourne Werke Princeteaus aus. Die Schwerpunkte dieser Ausstellung wechseln etwa im Vierteljahrestakt.

## Sonstiges
Das Collège René Princeteau in Libourne ist nach dem Maler benannt.

Jagdreiter mit Hunden 1892
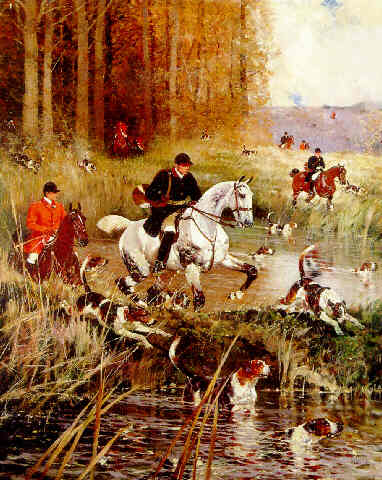
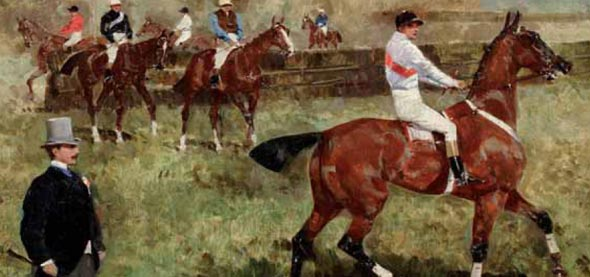
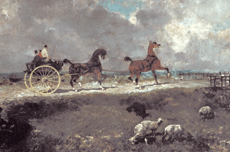